# Out of the Cellar
Out of the Cellar är ett album av bandet Ratt som kom ut 1984. Skivan innehåller bland annat hitlåten Round and Round.

## Låtlista
1. "Wanted Man" - 3:41
2. "You're in Trouble" - 3:20
3. "Round and Round" - 4:25
4. "In Your Direction" - 3:31
5. "She Wants Money" - 3:06
6. "Lack of Communication" - 3:54
7. "Back for More" - 3:47
8. "The Morning After" - 3:34
9. "I'm Insane" - 2:56
10. "Scene of the Crime" - 4:59